# Championnat de France de floorball 2007-2008
Navigation
Édition précédente Édition suivante
Le Championnat de France de floorball D1 2007-2008 est la 4e édition de cette compétition, qui est également la dernière avant la séparation des équipes en deux niveaux nationaux, D1 et D2. 9 équipes participent à la saison régulière 2007-2008, réunies en une seule poule, tandis que les Nordiques de Lille ne participent qu'aux matchs de classement en tant qu'invités (leurs résultats ne sont donc pas officiels).
En saison régulière, chaque équipe affronte chacun de ses adversaires en matches aller, en 2 périodes de 20 minutes (temps continu).
Les phases finales opposent les 4 premiers de saison régulière pour le titre de champion avec demi-finales et finales, avec le temps officiel : 3 périodes de 20 minutes (temps continu). À l'issue de cette saison, les 4 dernières équipes ont été reversées dans le Championnat de France de floorball D2 pour la création de cette deuxième division.
Le championnat a débuté le 1er décembre 2007 et s'est terminé le 6 avril 2008.

## Équipes
| \| Lyon floorball club Rascasses de Marseille Floorball Canonniers Nantes Paris Université Club IFK Paris Ericsson Vikings Grizzlys du Hainaut Gladiateurs d'Orléans Saint-Étienne Knights \| Localisation des clubs engagés dans le championnat. |
| Lyon floorball club Rascasses de Marseille Floorball Canonniers Nantes Paris Université Club IFK Paris Ericsson Vikings Grizzlys du Hainaut Gladiateurs d'Orléans Saint-Étienne Knights                                                           |

| Équipes du Championnat de France de floorball D1 2007-2008 | Saisons dans le championnat | Site web                       |
| ---------------------------------------------------------- | --------------------------- | ------------------------------ |
| Lyon Pirates du Rhone                                      | 1                           | www.lyon-floorball.com         |
| Rascasses de Marseille                                     | 3                           | www.marseillefloorball.fr      |
| Floorball Canonniers Nantes                                | 3                           | www.canonniers-nantes.fr       |
| IFK Paris                                                  | 3                           | www.ifkparis.net               |
| PUC (Paris Université Club)                                | 1                           | pucfloorball.over-blog.com     |
| Grizzlys du Hainaut                                        | 0                           | www.grizzlys-du-hainaut.com    |
| Gladiateurs d'Orléans                                      | 3                           | www.floorball45.com            |
| Saint-Étienne Knights                                      | 0                           | www.saint-etienne-floorball.fr |
| Ericsson Vikings (Massy)                                   | 2                           | www.evikings.org               |

### Classement final de la saison régulière
| Classement | Nom de l'équipe             | Points | Matchs joués | Victoires | Nuls | Défaites | Buts pour | Buts contre | Différence |
| ---------- | --------------------------- | ------ | ------------ | --------- | ---- | -------- | --------- | ----------- | ---------- |
| 1          | IFK Paris                   | 14     | 8            | 6         | 2    | 0        | 57        | 8           | +49        |
| 2          | Rascasses de Marseille      | 13     | 8            | 5         | 3    | 0        | 51        | 14          | +37        |
| 3          | PUC (Paris Université Club) | 13     | 8            | 5         | 3    | 0        | 40        | 10          | +30        |
| 4          | Lyon Pirates du Rhône       | 8      | 8            | 3         | 2    | 3        | 22        | 15          | +7         |
| 5          | Canonniers de Nantes        | 8      | 8            | 2         | 4    | 2        | 21        | 30          | -9         |
| 6          | Grizzlys du Hainaut         | 8      | 8            | 3         | 2    | 3        | 21        | 31          | -10        |
| 7          | Ericsson Vikings            | 6      | 8            | 2         | 2    | 4        | 16        | 31          | -15        |
| 8          | Saint-Étienne Knights       | 1      | 8            | 0         | 1    | 7        | 6         | 49          | -43        |
| 9          | Gladiateurs d'Orléans       | 1      | 8            | 0         | 1    | 7        | 6         | 52          | -46        |

- Qualification pour les Playoffs

### Playoffs
|  | Demi-finales              | Demi-finales                 |                        |   | Finale               | Finale               |
|  | Demi-finales              | Demi-finales                 |                        |   | Finale               | Finale               |
|  |                           |                              |                        |   |                      |                      |
|  | 5 avril 2008 à Paris      | 5 avril 2008 à Paris         |                        |   | 6 avril 2008 à Paris | 6 avril 2008 à Paris |
|  | 5 avril 2008 à Paris      | 5 avril 2008 à Paris         |                        |   | 6 avril 2008 à Paris | 6 avril 2008 à Paris |
|  | 1 : IFK Paris             | 5                            |                        |   | 6 avril 2008 à Paris | 6 avril 2008 à Paris |
|  | 1 : IFK Paris             | 5                            |                        |   | 6 avril 2008 à Paris | 6 avril 2008 à Paris |
|  | 4 : Lyon Pirates du Rhône | 0                            |                        |   | 6 avril 2008 à Paris | 6 avril 2008 à Paris |
|  | 4 : Lyon Pirates du Rhône | 0                            | IFK Paris              | 1 |                      |                      |
|  | 5 avril 2008 à Paris      |                              | IFK Paris              | 1 |                      |                      |
|  |                           | Paris Université Club (a.p.) | 2                      |   |                      |                      |
|  | 2 : Marseille Rascasses   | Paris Université Club (a.p.) | 2                      | 1 |                      |                      |
|  | 2 : Marseille Rascasses   |                              |                        | 1 |                      |                      |
|  | 3 : Paris Université Club | 2                            |                        |   |                      |                      |
|  | 3 : Paris Université Club | 2                            | Match pour la 3e place |   |                      |                      |
|  |                           |                              |                        |   |                      |                      |
|  | 6 avril 2008 à Paris      |                              |                        |   |                      |                      |
|  |                           |                              |                        |   |                      |                      |
|  | Lyon Pirates du Rhône     | 2                            |                        |   |                      |                      |
|  | Lyon Pirates du Rhône     | 2                            |                        |   |                      |                      |
|  | Marseille Rascasses       | 4                            |                        |   |                      |                      |
|  | Marseille Rascasses       | 4                            |                        |   |                      |                      |

#### Détails de la finale
| 6 avril 2008 | IFK Paris | 1-2 (pr) (0-0, 1-1, 0-0, 0-1) | Paris Université Club | Gymnase Biancotto, Paris |

| Feuille de match | Feuille de match        | Feuille de match  | Feuille de match                              | Feuille de match                                |
| ---------------- | ----------------------- | ----------------- | --------------------------------------------- | ----------------------------------------------- |
|                  | Linus Davidsson - 29:26 | 1 - 0 1 - 1 1 - 2 | 33:49 - Simen Langsholt 67:14 Simen Langsholt | Arbitrage : Marco Brander Michael Schwarzwälder |
| Benjamin Meynard | Gardiens                | Gilles Bizot      |                                               | Arbitrage : Marco Brander Michael Schwarzwälder |
| 4 min            | Pénalités               | 8 min             |                                               | Arbitrage : Marco Brander Michael Schwarzwälder |
|                  |                         |                   |                                               | Arbitrage : Marco Brander Michael Schwarzwälder |

## Récompenses de la saison
À l'issue de la saison, des récompenses ont été décernées :
| Meilleur joueur :              | Linus Davidsson (IFK Paris)                                                                                        |
| Meilleure joueuse :            | Christel Lévrier (Lyon - Pirates du Rhône)                                                                         |
| Meilleur pointeur :            | Linus Davidsson (IFK Paris) avec 28 points                                                                         |
| Meilleur buteur :              | Linus Davidsson (IFK Paris), Sylvain Dupuis (IFK Paris), Tony Forsman (Grizzlys du Hainaut) à égalité avec 15 buts |
| Meilleur passeur :             | Linus Davidsson (IFK Paris) avec 13 passes décisives                                                               |
| Meilleur gardien :             | Juha Kempinnen (Lyon - Pirates du Rhône)                                                                           |
| Meilleur joueur de la finale : | Benjamin Meynard (IFK Paris)                                                                                       |
| Équipe la plus fair-play :     | Saint-Etienne Knights                                                                                              |